# Teo Torriatte (Let Us Cling Together)
Teo Torriatte (Let Us Cling Together) is een nummer van de Engelse rockband Queen van het album A Day at the Races. Het is geschreven door gitarist Brian May. Het is het tiende en laatste nummer op het album.
Het nummer is het meest bekend omdat het een refrein in het Japans heeft, hiermee is het een van de vier nummers van Queen waar een heel couplet niet in het Engels wordt gezongen. Het is het enige nummer op het album waar Freddie Mercury geen piano speelt.
Het nummer was alleen in Japan uitgebracht, waar het de 49e plaats in de hitlijsten behaalde. Het werd live gespeeld bij de Super Live in Japan.